# Csardahof
Der Csardahof ist ein Meierhof in Pama in der Kleinen pannonischen Tiefebene im Burgenland.

## Beschreibung

Csardahof (rechts unten) um 1873, Dritte Landesaufnahme

Ursprünglich als Gräflich Batthyányische Schäferei in Ungarn gelegen, kam der Csardahof nach der Abtrennung des Burgenlandes von Ungarn im Jahr 1921 zu Österreich. Heute gehört der Csardahof dem Herausgeber der Kronen Zeitung, Christoph Dichand, und wird von Werner Lampert zum Gemüseanbau und zur Viehhaltung genutzt.